# Lista chorążych reprezentacji Danii na igrzyskach olimpijskich
Lista chorążych reprezentacji Danii na igrzyskach olimpijskich – lista zawodników i zawodniczek reprezentacji Danii, którzy podczas ceremonii otwarcia nowożytnych igrzysk olimpijskich nieśli flagę duńską.

## Chronologiczna lista chorążych
| Lp. | Rok i miejsce        | Chorąży                  | Dyscyplina           |
| --- | -------------------- | ------------------------ | -------------------- |
| 1   | 1896, Ateny          | b.d.                     |                      |
| 2   | 1900, Paryż          | b.d.                     |                      |
| 3   | 1908, Londyn         | Aage Holm                | pływanie             |
| 4   | 1912, Sztokholm      | Arne Højme               | Lekkoatletyka        |
| 5   | 1920, Antwerpia      | Robert Johnsen           | Gimnastyka           |
| 6   | 1924, Paryż          | Peter Ryefelt            | Szermierka           |
| 7   | 1928, Amsterdam      | Marius Jørgensen         |                      |
| 8   | 1932, Los Angeles    | Axel Bloch               | Szermierka           |
| 9   | 1936, Berlin         | Erik Hammer Sørensen     | Szermierka           |
| 10  | 1948, Sankt Moritz   | Knud Tønsberg            |                      |
| 11  | 1948, Londyn         | Vagn Loft                | Hokej na trawie      |
| 12  | 1952, Oslo           | Per Cock-Clausen         | Łyżwiarstwo figurowe |
| 13  | 1952, Helsinki       | Erik Swane Lund          | Szermierka           |
| 14  | 1956, Melbourne      | Ole Hviid Jensen         | Strzelectwo          |
| 15  | 1960, Squaw Valley   | b.d.                     |                      |
| 16  | 1960, Rzym           | Benny Schmidt            | Pięciobój nowoczesny |
| 17  | 1964, Innsbruck      | Svend Carlsen            | Biegi narciarskie    |
| 18  | 1964, Tokio          | Henning Wind             | Żeglarstwo           |
| 19  | 1968, Grenoble       | Kirsten Carlsen          | Biegi narciarskie    |
| 20  | 1968, Meksyk         | Erik Hansen              | Kajakarstwo          |
| 21  | 1972, Monachium      | Peder Pedersen           | Kolarstwo torowe     |
| 22  | 1976, Montreal       | Judith Andersen          | Wioślarstwo          |
| 23  | 1980, Moskwa         | Jørgen Lindhardsen       | Żeglarstwo           |
| 24  | 1984, Los Angeles    | Michael Markussen        | Kolarstwo torowe     |
| 25  | 1988, Calgary        | Lars Dresler             | Łyżwiarstwo figurowe |
| 26  | 1988, Seul           | Anne Grethe Jensen       | Jeździectwo          |
| 27  | 1992, Albertville    | Ebbe Hartz               | Biegi narciarskie    |
| 28  | 1992, Barcelona      | Jørgen Bojsen-Møller     | Żeglarstwo           |
| 29  | 1994, Lillehammer    | Michael Tyllesen         | Łyżwiarstwo figurowe |
| 30  | 1996, Atlanta        | Thomas Stuer-Lauridsen   | Badminton            |
| 31  | 1998, Nagano         | Helena Blach Lavrsen     | Curling              |
| 32  | 2000, Sydney         | Jesper Bank              | Żeglarstwo           |
| 33  | 2002, Salt Lake City | Ulrik Schmidt            | Curling              |
| 34  | 2004, Ateny          | Eskild Ebbesen           | Wioślarstwo          |
| 35  | 2006, Turyn          | Dorthe Holm              | Curling              |
| 36  | 2008, Pekin          | Joachim Olsen            | Lekkoatletyka        |
| 37  | 2010, Vancouver      | Sophie Fjellvang-Sølling | Narciarstwo dowolne  |
| 38  | 2012, Londyn         | Kim Knudsen              | Kajakarstwo          |
| 39  | 2014, Soczi          | Lene Nielsen             | Curling              |
| 40  | 2016, Rio de Janeiro | Caroline Wozniacki       | Tenis                |
| 41  | 2018, Pjongczang     | Elena Rigas              | Łyżwiarstwo szybkie  |
| 42  | 2020, Tokio          | Sara Petersen            | Lekkoatletyka        |
| 42  | 2020, Tokio          | Jonas Warrer             | Żeglarstwo           |